# Szanghajski Korpus Ochotniczy

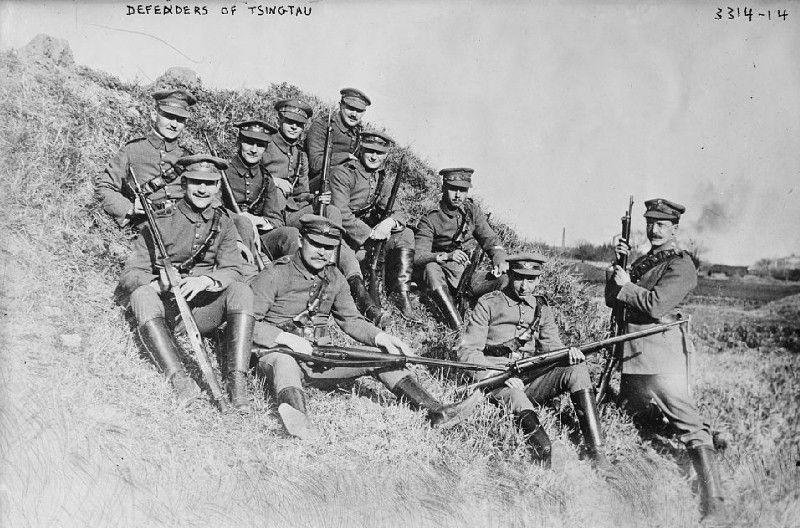
Kompania niemiecka, ok. 1914

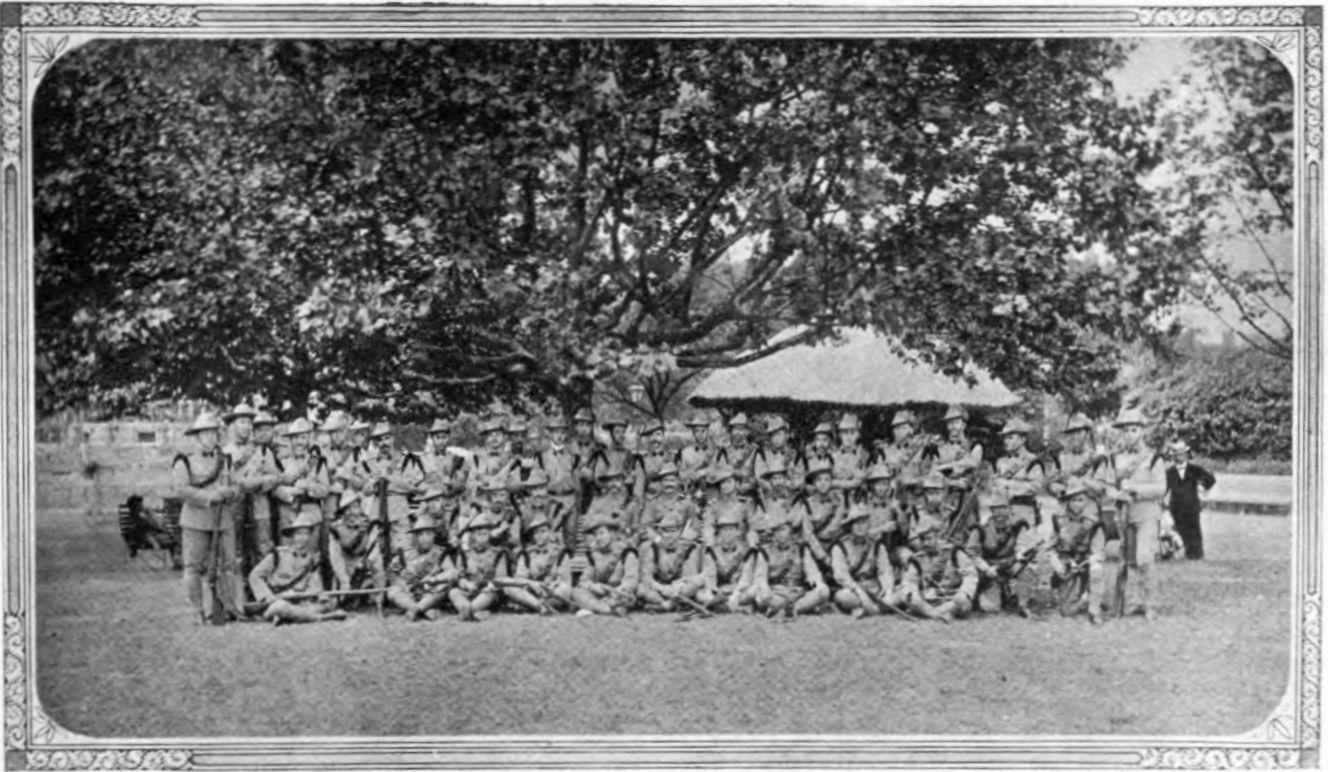
Kompania portugalska

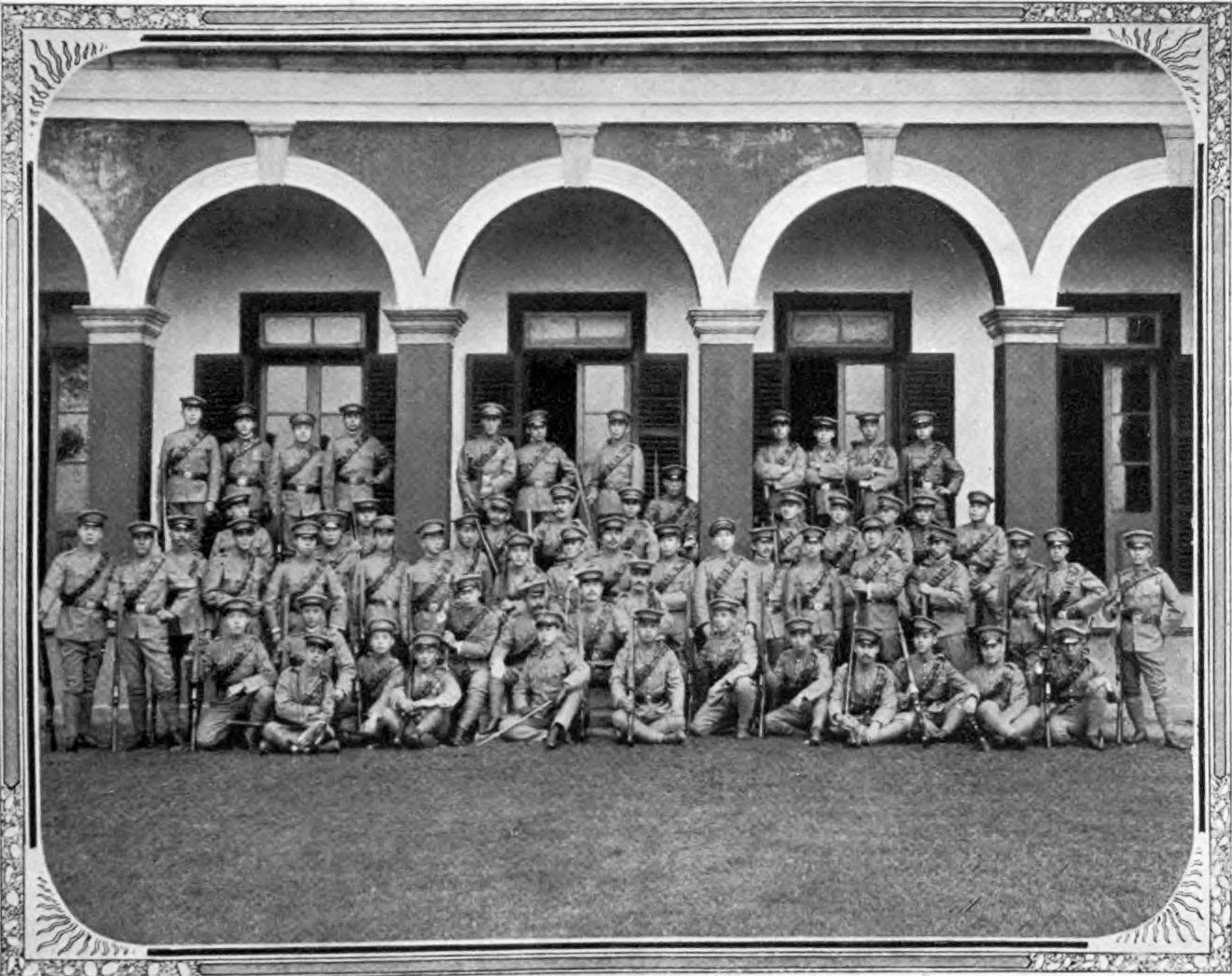
Kompania japońska

Szanghajski Korpus Ochotniczy (ang. Shanghai Volunteer Corps, chiń. 萬國商團, ros. Шанхайский волонтерский корпус) – międzynarodowa formacja zbrojna w Szanghaju chroniąca międzynarodową dzielnicę miasta, istniejąca w okresie międzywojennym i pierwszych latach II wojny światowej.
Od 4 kwietnia 1854 r. w Szanghaju działała Szanghajska Rada Miejska, która administrowała zagranicznymi koncesjami w mieście, zwanymi Shanghai International Settlement. Powołała ona swoje siły policyjne pod nazwą Szanghajska Policja Miejska (Shanghai Municipal Police). W 1927 r. powstała też niewielka formacja zbrojna zwana Szanghajskim Korpusem Ochotniczym (SVC) pod dowództwem Anglika płk. Gordona. Było to związane z podejściem wojsk japońskich pod Szanghaj i niebezpieczeństwem zajęcia zagranicznej dzielnicy. Zadaniem Korpusu była ochrona mienia i osób tam zamieszkujących. Liczył on ponad 1,5 tys. żołnierzy. W sytuacjach kryzysowych dochodził do liczby ok. 2,3 tys. ludzi poprzez nabór ochotników.
W latach 30. w jego skład wchodzili Amerykanie, Brytyjczycy, Chińczycy, Włosi, Żydzi, Portugalczycy, Filipińczycy i biali Rosjanie. Tworzyli oni Shanghai Russian Regiment w sile batalionu (w brytyjskich mundurach) pod dowództwem kpt. Nikołaja G. Fomina, płk. G. G. Time, a następnie płk. S. D. Iwanowa, kompanię A złożoną z Brytyjczyków, kompanię B – przedstawicieli pozostałych narodów (oprócz Chińczyków) i kompanię C – Chińczyków. Uzbrojeniem były karabiny ręczne i karabiny maszynowe, a także kilka samochodów pancernych. Największy wpływ polityczno-wojskowy na Korpus wywierały władze brytyjskie, a potem również amerykańskie.
Formacja została stopniowo rozwiązana przez Japończyków w latach 1940–1943.